# Konsum Sörmland
Konsum Sörmland var 1968–1991 en svensk konsumentförening. Huvudort var Eskilstuna.

## Historik
Konsumentföreningen Sörmland bildades hösten 1968 genom sammanslagning av Konsum Norra Sörmland (Eskilstuna), Konsum Katrineholm och Konsum Högsjö.
År 1979 hade föreningen 54 försäljningsenheter, varav sex varuhus, fyra hallar och 44 butiker. Föreningen deltog 1989 i det KF-ledda övertagandet av Stor & Liten.
I april 1978 valdes framtida statsminister Göran Persson in i föreningens styrelse. Det har senare sagts att Persson även var ordförande för föreningen.
År 1991 slogs Konsum Sörmland ihop med Konsum Västmanland och bildade Konsum Mälardalen. Den blev dock kortlivad som butiksdrivande förening för redan den 1 januari 1992 överläts butikerna till Konsumentföreningen Svea. Konsum Mälardalen fanns kvar som medlemsförening fram till 1996 när den fusionerades in i Svea.

## Område
Trots namnet omfattade föreningen inte hela Södermanlands län. Det främsta undantaget var Södra Sörmlands konsumtionsförening med Nyköping som huvudort. Denna förening uppgick istället i Konsumentföreningen Norrköping med omnejd 1970. Gnesta med omnejd tillhörde Konsum Södertorn, som 1971 gick upp i Konsum Stockholm.